# Remikiren
Remikiren ist ein experimenteller Arzneistoff aus der Gruppe der Reninhemmer für die Behandlung des Bluthochdrucks.

## Klinische Angaben
Remikiren befindet sich noch in der klinischen Erprobung. Der Stoff ist ein sehr wirksamer Renin-Inhibitor sowohl in vitro, wo es einen IC50 von 0,7 nMol·L−1 für Humanrenin zeigt, als auch in vivo. Bei einer Kurzzeit-Studie von 8 Tagen Dauer zur Behandlung von Hypertonie mit 600 mg reinem Remikiren sowie in Kombination mit dem Diuretikum Hydrochlorothiazid erwies sich die Reinsubstanz als wenig wirksam, die Kombination mit dem Diuretikum jedoch als signifikant wirksam, ohne dass Nebenwirkungen oder Unverträglichkeiten auftraten.